# دين هامر
دين هامر (بالإنجليزية: Dean Hamer)‏ (وُلد في 29 مايو 1951) هو عالم وراثة ومؤلف وصانع أفلام أمريكي. يشتهر هامر بسبب بحثه حول دور الجينات في التوجه الجنسي والسلوك البشري، ومساهماته في التقنيات الحيوية ومنع فيروس نقص المناعة المكتسب/الإيدز وكتبه ووثائقياته المشهورة حول طيف واسع من المواضيع.

## التعليم والمسيرة المهنية
وُلد هامر في مونتكلير بنيوجيرسي وحصل على البكالوريوس من جامعة ترينتي والدكتوراة من كلية الطب بهارفارد. كان هامر باحثًا مستقلًا في معهد الصحة الوطنية لخمسة وثلاثين عامًا، إذ كان مدير قسم البنية الجينية والتعديل في معهد السرطان الوطني الأمريكي، عند تقاعده في عام 2011 اختير كعالم متقاعد. حصل هامر على عدد كبير من الجوائز بما فيها جائزة ماريلاند للعالم الشاب المتميز وجائزة آرينز كابرز للبيولوجيا العصبية وجائزة إيمي ومؤلف العام من صحيفة نيويورك تايمز.

## البحث في التقنيات الحيوية
اخترع هامر أول طريقة لتقديم الجينات الجديدة في خلايا الحيوانات باستخدام ناقلات إس في 40 عندما طالب في كلية هارفرد للطب. استُخدمت هذه المقاربة لإنتاج أنواع من المنتجات الطبية الحيوية بما في ذلك هرمون النمو البشري ولقاح لالتهاب الكبد ب والذي نتج عنه أربع براءات اختراع أمريكية.
في معهد الصحة الوطنية، ركز مختبر هامر مبدئيًا على نظام ميتالوثيونين الجيني. فسروا الآلية التي تحرض فيها آيونات النحاس خميرة الميتالوثيونين، إحدى أوائل نظم التعديل الجيني لحقيقيات النوى التي تُفهم على المستوى الجزيئي وطريقة مفيدة لتعديل إنتاج البروتينات العلاجية.

## التوجه الجنسي البشري وجينات السلوك
في تسعينيات القرن العشرين، بدأ هامر دراسات حول علم الوراثة للسلوك البشري، ما أفضى إلى أول دليل جزيئي للجينات التي تؤثر على التوجه الجنسي البشري. ذكرت الورقة الأولى لمجموعته البحثية، التي نشرت في مجلة ساينس عام 1993، أن الأقارب من الرجال المثليين من طرف الأم وليس الأب قد زادوا معدلات التوجه من نفس الجنس، ما يشير إلى إمكانية الانتقال المرتبط بالجنس في جزء من السكان. أظهر تحليل الروابط الجينية لعينات الحمض النووي من هذه العائلات أن الإخوة المثليين لديهم احتمالية متزايدة لمشاركة علامات متعددة الأشكال على المنطقة ما دون الجزئية من الذراع الطويلة للكروموسوم إكس، إكس كيو 28، ما يوفر أدلة ذات دلالة إحصائية للارتباط بالنمط الظاهري للتوجه الجنسي. تكررت هذه النتيجة في دراستين أخريين في الولايات المتحدة، بينما وجدت دراسة في كندا نتائج مخالفة؛ أشار التحليل البعدي لجميع البيانات المتاحة في ذلك الوقت أن إكس كيو 28 له تأثير كبير ولكن ليس حصري. في وقت لاحق، كشف مسح على نطاق الجينوم من قبل مجموعة هامر مناطق إضافية على الصبغيات الجسمية التي كانت مرتبطة بشكل معتدل بالميل الجنسي للذكور.
تكررت نتائج هامر بقوة في عام 2012 في دراسة واسعة النطاق وشاملة للروابط الجينية متعددة المراكز للتوجه الجنسي الذكري أجرتها عدة مجموعات مستقلة من الباحثين. شمل مجتمع الدراسة 409 أزواجًا مستقلة من الإخوة المثليين، الذين خضعوا للتحليل باستخدام أكثر من 30 ألف علامة تعدد أشكال النوكليوتيدات المفردة، وأكدوا ارتباط إكس كيو 28 عن طريق رسم خرائط نقاط إل أو دي ثنائية النقاط ومتعددة النقاط (ميرلين). كُشف أيضًا عن ارتباط كبير في المنطقة المركزية حول الكروموسوم 8، متداخلة مع إحدى المناطق التي كُشف عنها في دراسة مختبر هامر السابقة على نطاق الجينوم. توصل المؤلفون إلى أن «تشير نتائجنا، المأخوذة في سياق العمل السابق، إلى أن الاختلاف الجيني في كل من هذه المناطق يساهم في تطوير السمة النفسية المهمة للتوجه الجنسي الذكري».
درس هامر وزملاؤه أيضًا الجذور الوراثية للقلق ووجدوا أن تعدد الأشكال في منطقة المروّج في الجين الخاص بناقل السيروتونين، وهو هدف الأدوية المضادة للاكتئاب مثل بروزاك، يرتبط بالمزاج والشخصية. تكررت هذه النتيجة على نطاق واسع وتوسع نطاقها، وتأكد نشاطها من خلال دراسات التصوير المباشر للدماغ. ظهرت تكهنات هامر حول الدور المحتمل للوراثة في التجربة الدينية في قصة رئيسية على غلاف مجلة تايم.

## وصلات خارجية
- دين هامر على موقع IMDb (الإنجليزية)
- دين هامر على موقع قاعدة بيانات الفيلم (الإنجليزية)